# Cyathea glaziovii
Cyathea glaziovii là một loài dương xỉ trong họ Cyatheaceae. Loài này được Fée Domin mô tả khoa học đầu tiên năm 1929.